# 手气不错

Google首页中的“手气不错”（I'm Feeling Lucky）按钮

手气不错（中國大陸譯作「手气不错」、臺灣及香港譯作「好手氣」）是Google搜索引擎的一項功能，當用戶點擊“手气不错”按鈕時，會直接重定向到第一個搜尋結果，而不是開啟搜尋結果頁面。此功能在Google成立时便已存在。
如果在搜索框留空时点击此按钮，会打开Google涂鸦的页面。
“手气不错”也是Google炸彈的攻擊目標。比如在2006年9月，透過“手气不错”搜尋“miserable failure”（惨败）和“failure”（失败）都會使用戶直接跳转到美國總統喬治·沃克·布希的官方簡歷。不過現在Google已經修正這個錯誤。
2004年11月，Google公司在美國註冊了“I'm feeling lucky™”的商標。
2007年，有分析指出，由于“手气不错”按钮能绕过页面上的广告，谷歌每年损失 1.1 亿美元的收入。
2025年，Google用戶可以在Google實驗室中加入「AI 模式」實驗，將首頁的「手气不错」替換為「AI 模式」。